# اوریاک-سور-دروپت
اوریاک-سور-دروپت (به فرانسوی: Auriac-sur-Dropt) یک کمون در فرانسه است که در canton of Duras واقع شده‌است. اوریاک-سور-دروپت ۵٫۲۸ کیلومتر مربع مساحت دارد ۴۳ متر بالاتر از سطح دریا واقع شده‌است.